# Zeiskam
Zeiskam là một đô thị thuộc huyện Germersheim, bang Rheinland-Pfalz, phía tây nước Đức. Đô thị Zeiskam có diện tích 8,85 km², dân số thời điểm ngày 31 tháng 12 năm 2006 là 2259 người.